# Trung gian tài chính
Một trung gian tài chính là một tổ chức hoặc cá nhân đứng giữa hai hay nhiều bên tham gia vào một bối cảnh tài chính. Thông thường, có một bên là bên cung cấp sản phẩm/dịch vụ và một bên là khách hàng hay người tiêu dùng.
Tại Việt Nam cũng như phổ biến trên nhiều nước trên thế giới, trung gian tài chính thường là một tổ chức trung gian cho kênh luân chuyển vốn giữa người cho vay và người đi vay. Tức là, người cho vay chuyển tiền vốn cho tổ chức này (ví dụ như ngân hàng hay tín dụng tập thể) và nó sẽ chuyển tiền vốn này cho bên vay/chi tiêu.
Có thể nói trung gian tài chính là các định chế tài chính chuyên hoạt động kinh doanh trong lĩnh vực tài chính - tiền tệ. Hoạt động chủ yếu và thường xuyên của các tổ chức này là tập trung các khoản vốn nhàn rỗi trong nền kinh tế, sử dụng số vốn đó cung ứng cho những chủ thể có nhu cầu vốn và cung cấp các dịch vụ tài chính - tiền tệ cho khách hàng

## Các loại trung gian tài chính
Trung gian tài chính bao gồm:
- Ngân hàng
- Công ty bảo hiểm
- Quỹ đầu tư, bao gồm quỹ đóng và quỹ mở
- Quỹ hưu trí
- Hội tín dụng cá nhân hay còn gọi là hụi
- Tư vấn tài chính và môi giới chứng khoán